# شادی الهمامی
شادی الهمامی (انگلیسی: Chadi Hammami؛ زادهٔ ۱۴ ژوئن ۱۹۸۶) بازیکن فوتبال اهل تونس است.
از باشگاه‌هایی که در آن بازی کرده‌است می‌توان به باشگاه ورزشی الکویت و باشگاه فوتبال صفاقسی اشاره کرد.
وی همچنین در تیم ملی فوتبال تونس بازی کرده‌است.